# Semikarbazon
U organskoj hemiji, semikarbazon je derivat imina formiran putem reakcije kondenzacije između ketona ili aldehida i semikarbazida. Oni se klasifikuju kao iminski derivati pošto se formiraju reakcijom aldehida ili ketona sa terminalnom -NH2 grupom semikarbazida, koji se ponašaju veoma slično primarnim aminima.

## Formiranje
Iz ketona
H2NNHC(=O)NH2 + RC(=O)R → R2C=NNHC(=O)NH2
Iz aldehida
H2NNHC(=O)NH2 + RCHO → RCH=NNHC(=O)NH2
Na primer, semikarbazon acetona bi imao strukturu (CH3)2C=NNHC(=O)NH2.

## Svojstva i primene
Neki semikarbazoni, kao što je nitrofurazon, i tiosemikarbazoni imaju antiviralno i antikancerno dejstvo, obično posredovano vezivanje za bakar ili gvožđe u ćelijama. Mnogi semikarbazoni su kristaline materije, koje su korisne pri identifikaciji roditeljskih aldehida/ketona putem analize tačke topljenja.

## Tiosemikarbazon
Tiosemikarbazon je analog of semikarbazona koji sadrži atom sumpora umesto atoma kiseonika.

## Spoljašnje veze
- Compounds Containing a N-CO-N-N or More Complex Group